# 몽골 총리

몽골의 국장

몽골국 총리(몽골어: Монгол Улсын Ерөнхий Сайд)는 몽골 의회의 수장이다. 현 총리는 2025년 6월 13일에 취임한 곰보자빙 잔단샤타르이다.

### 역대 몽골의 총리
| 대                     | 이름 (출생연도-사망연도)                  | 사진 | 임기             | 임기             | 정당           |
| ---------------------- | ----------------------------------------- | ---- | ---------------- | ---------------- | -------------- |
| 몽골국 총리(1992~현재) |                                           |      |                  |                  |                |
| 1                      | 펀차긴 자스라이 (1933-2007)               |      | 1992년 7월 21일  | 1996년 7월 19일  | 몽골인민당     |
| 2                      | 멘사이하니 엔크사이칸 (1955- )            |      | 1996년 7월 19일  | 1998년 4월 23일  | 민주당         |
| 3                      | 차히아긴 엘베그도르지 (1963- ) 1번째 임기 |      | 1998년 4월 23일  | 1998년 12월 9일  | 민주당         |
| 4                      | 재나빈 나란타츠발트 (1957-2007)           |      | 1998년 12월 9일  | 1999년 7월 22일  | 민주당         |
| —                      | 니암오소린 투야 (1958- ) 대행             |      | 1999년 7월 22일  | 1999년 7월 30일  | 민주당         |
| 5                      | 린친 아마라르갈 (1961- )                  |      | 1999년 7월 30일  | 2000년 7월 26일  | 민주당         |
| 6                      | 남바린 엥크바야르 (1958- )                |      | 2000년 7월 26일  | 2004년 8월 20일  | 몽골인민당     |
| 7                      | 차히아긴 엘베그도르지 (1963- ) 2번째 임기 |      | 2004년 8월 20일  | 2006년 1월 25일  | 민주당         |
| 8                      | 미이곰보 엔크볼트 (1964- )                |      | 2006년 1월 25일  | 2007년 11월 22일 | 몽골인민당     |
| 9                      | 산자깅 바야르 (1956- )                    |      | 2007년 11월 22일 | 2009년 10월 29일 | 몽골인민당     |
| 10                     | 수크바타린 바트볼트 (1963- )              |      | 2009년 10월 29일 | 2012년 8월 10일  | 몽골인민당     |
| 11                     | 노로빈 알탕후야그 (1958- )                |      | 2012년 8월 10일  | 2014년 11월 5일  | 민주당         |
| —                      | 덴데브테르 비쉬다바 (1955- ) 대행         |      | 2014년 11월 5일  | 2014년 11월 21일 | 몽골인민혁명당 |
| 12                     | 치메딘 사이한빌레그 (1969- )              |      | 2014년 11월 21일 | 2016년 7월 8일   | 민주당         |
| 13                     | 자르갈툴긴 에르데네바트 (1973- )          |      | 2016년 7월 8일   | 2017년 10월 4일  | 몽골인민당     |
| 14                     | 오흐나긴 후렐수흐 (1968- )                |      | 2017년 10월 4일  | 2021년 1월 27일  | 몽골인민당     |
| 15                     | 롭상남스랭 어용에르덴 (1980- )            |      | 2021년 1월 27일  | 2025년 6월 13일  | 몽골인민당     |
| 16                     | 곰보자빙 잔단샤타르 (1970- )              |      | 2025년 6월 13일  | 현재             | 몽골인민당     |

## 같이 보기
- 몽골의 대통령